# Emma Thompson
Pour les articles homonymes, voir Thompson.
Emma Thompson (/ˈɛmə ˈtɒmsən/), née le 15 avril 1959 à Londres, est une actrice, scénariste et productrice britannique.
Révélée durant les années 1990 avec deux nominations à l'Oscar de la meilleure actrice dans le diptyque Retour à Howards End (1992) et Les Vestiges du jour (1993), tous deux réalisés par James Ivory, elle remporte la statuette pour le premier film. Elle est également nommée à l'Oscar du meilleur second rôle pour Au nom du père (1994) de Jim Sheridan, puis Raison et Sentiments (1995) d'Ang Lee. Autrice du scénario de ce film, elle reçoit l'Oscar du meilleur scénario adapté. Durant les années 2000, Emma Thompson travaille sur des projets américains et britanniques, parfois en tant que scénariste, mais se fait surtout connaître d'une très large audience en incarnant le professeur Sibylle Trelawney dans la saga Harry Potter.
Elle est héroïne et scénariste des films pour enfants Nanny McPhee (2005) et Nanny McPhee et le Big Bang (2010), avant d'incarner l'agent O dans Men in Black 3 (2012) et Men in Black International (2019). Le biopic Dans l'ombre de Mary (2013), dont elle partage l'affiche avec Tom Hanks est un succès. Elle est actrice dans les troisièmes épisodes de deux trilogies à succès du cinéma britannique, Bridget Jones Baby en 2016 et Johnny English contre-attaque en 2018. La reine Élisabeth II la nomme dame commandeur de l'ordre de l'Empire britannique la même année pour services rendus aux arts dramatiques.

## Biographie

### Jeunesse et débuts

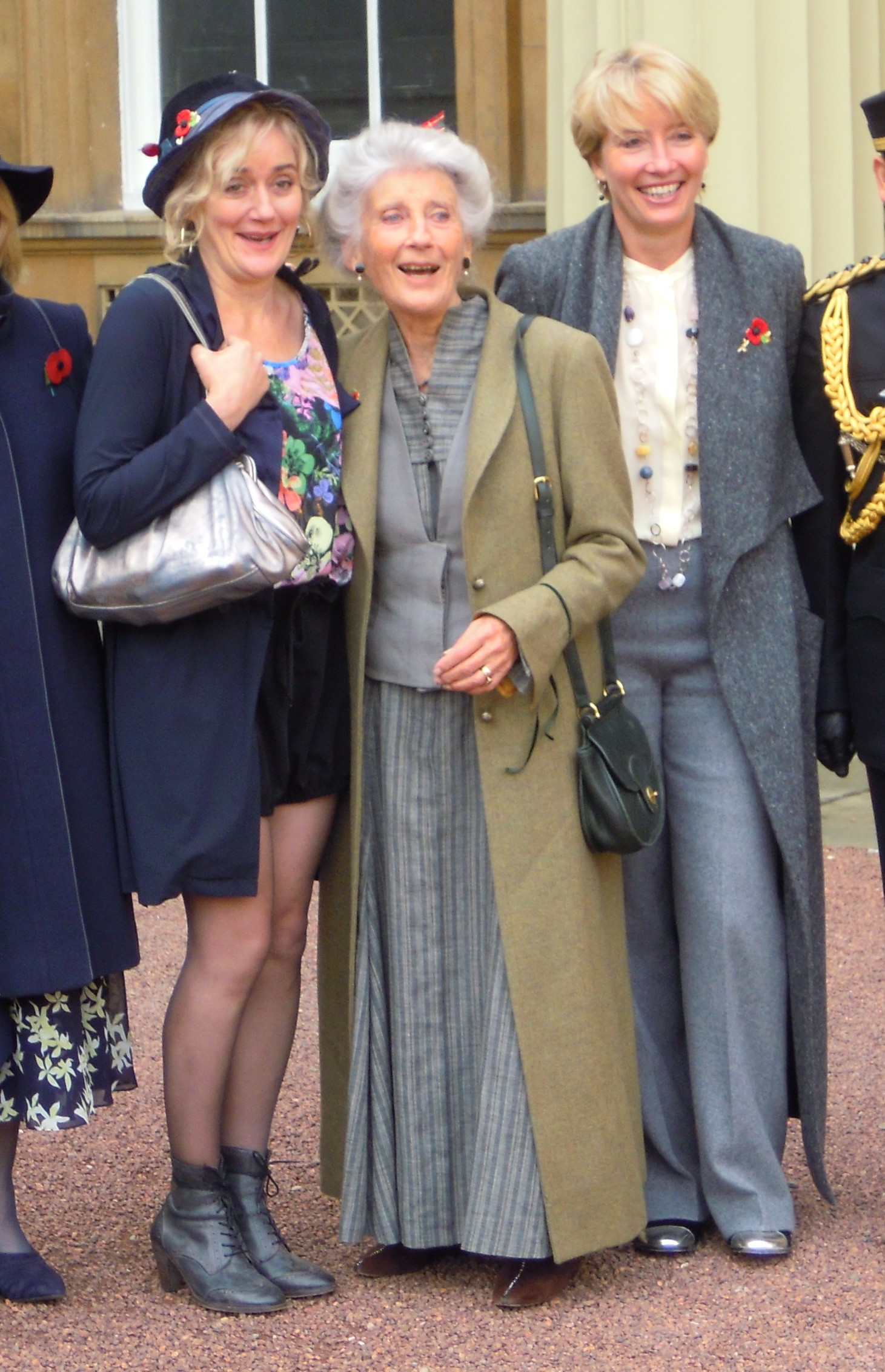
Emma Thompson (à droite) avec sa mère Phyllida Law et sa sœur Sophie Thompson, en 2014.

Emma Thompson est née à Londres le 15 avril 1959,. Sa mère est l'actrice écossaise Phyllida Law ; son père, Eric Thompson, homme de théâtre anglais, est connu comme scénariste et narrateur dans la version anglaise de l'émission de télévision pour enfants Le Manège enchanté,. Son parrain est le directeur et écrivain Ronald Eyre,. Elle a une sœur, Sophie, qui est également actrice. La famille vit à West Hampstead dans le nord de Londres et Emma Thompson fait ses études à la Camden School for Girls. Elle passe beaucoup de temps en Écosse pendant son enfance et a souvent visité Ardentinny (en), où vivaient ses grands-parents et son oncle.
Dans sa jeunesse, Emma Thompson est intéressée par la langue et la littérature, un trait qu'elle attribue à son père. Après avoir obtenu les A-level en anglais, français et latin et reçu une bourse, elle obtient en 1977 un diplôme en littérature anglaise au Newnham College, à l'université de Cambridge. Emma Thompson pense qu'il était inévitable qu'elle devienne actrice car elle était « entourée de gens créatifs ». Là-bas, cette expérience constitue un « moment fondateur » qui l'a tournée vers le féminisme et l'a inspirée à se mettre au spectacle. Elle raconte dans une interview en 2007 sa découverte du livre The Madwoman in the Attic, « qui parle d'écrivaines victoriennes et des déguisements qu'elles ont pris pour exprimer ce qu'elles voulaient exprimer », changeant complètement sa vie. Elle s'est auto-proclamée « punk rocker », avec les cheveux rouges courts et une moto, et aspire à être une comédienne comme Lily Tomlin.
À Cambridge, Emma Thompson est la première membre féminine des Cambridge Footlights, la troupe de comédie à sketches de l'université,. Dans cette troupe, jouent également les acteurs Stephen Fry et Hugh Laurie, avec qui elle a une relation amoureuse. Elle gagne le surnom de « Emma Talented ». En 1980, la comédienne est vice-présidente des Footlights  ; elle codirige la première revue entièrement féminine, Woman's Hour. L'année suivante, Emma Thompson et les Footlights remportent le Perrier Award au Edinburgh Festival Fringe pour leur spectacle de sketches The Cellar Tapes. Emma Thompson obtient sa licence avec les honneurs supérieurs de deuxième classe.
En 1982, le père d'Emma Thompson meurt à l'âge de cinquante-deux ans. L'actrice indique que cela est un déchirement mais qu'elle n'aurait « peut-être jamais eu l'espace ou le courage de faire ce qu'[elle avait] fait ».
L'agent Richard Armitage la découvre sur les planches et signe un contrat avec elle, deux ans avant la fin de ses études.
Outre l'anglais, sa langue maternelle, Emma Thompson parle couramment le français.

### Révélation (1982-1991)

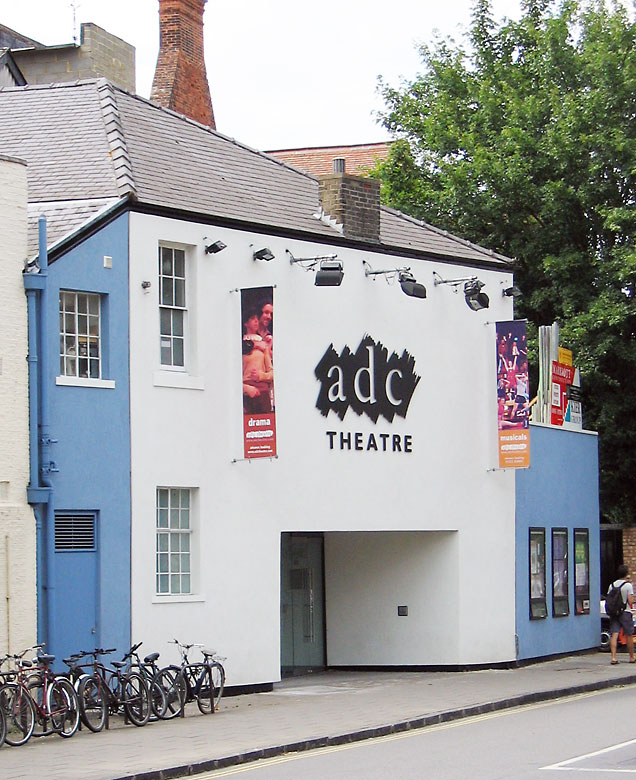
L'ADC Theatre, département de l'Université de Cambridge où Emma Thompson a débuté avec les Footlights.

Emma Thompson obtient son premier rôle professionnel en 1982, en tournée dans une version scénique de Not the Nine O'Clock News. Elle joue avec ses camarades de Footlights, Hugh Laurie et Stephen Fry. La série comique de la chaîne régionale ITV Granada There's Nothing To Worry About! (1982) est leur première prestation à la télévision, suivie de The Crystal Cube (1983), sur la BBC. Une bonne partie du casting de There's Nothing To Worry About!, dont Emma Thompson, revient dans la série de sketches Alfresco (1983-1984),. Elle joue encore et toujours avec Fry et Laurie dans la série radiophonique humoristique de la BBC Radio 4 série Saturday Night Fry (1988).
En 1985, Emma Thompson joue dans la reprise de la comédie musicale Me and My Girl donnée dans le West End, avec Robert Lindsay. Elle récolte des critiques élogieuses,. Elle interprète Sally Smith pendant quinze mois, ce qui l'épuise. Fin 1985, elle écrit et joue son propre spectacle unique pour Channel 4, Emma Thompson : Up for Grabs.
En 1987, elle a le rôle principal dans deux mini-séries télévisées, Fortunes of War, un drame de la Seconde Guerre mondiale avec Kenneth Branagh, et Tutti Frutti, une comédie noire sur un groupe de rock écossais avec Robbie Coltrane. Pour ces prestations, Emma Thompson remporte le British Academy Television Award de la meilleure actrice. L'année suivante, elle joue et écrit sa propre série de sketches comiques pour la BBC, Thompson, mais le programme est mal reçu. En 1989, elle et Branagh, qui avaient noué une relation amoureuse, jouent dans une reprise sur scène de Look Back in Anger, réalisé par Judi Dench et produit par la Renaissance Theatre Company de Branagh,. Plus tard cette année-là, le couple joue dans une version télévisée de la pièce,.

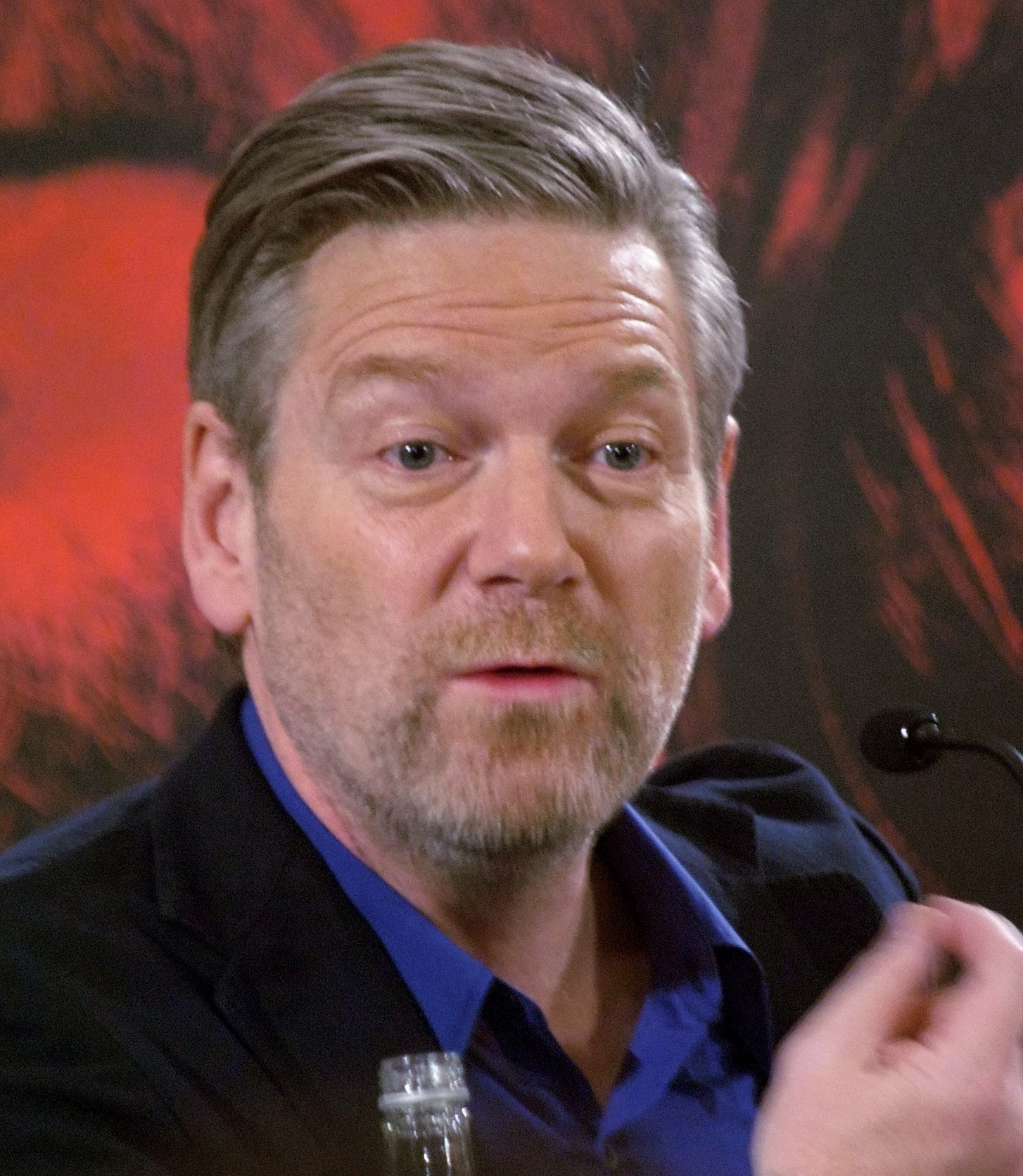
L'acteur, réalisateur et premier mari d'Emma Thompson, Kenneth Branagh, avec lequel elle a collaboré au cinéma et à la télévision.

Emma Thompson apparaît pour la première fois au cinéma dans la comédie romantique The Tall Guy (1989), le premier long métrage du scénariste Richard Curtis. Le film narre l'histoire d'amour entre un acteur de West End, joué par Jeff Goldblum, et une infirmière incarnée par Emma Thompson. Le film ne rencontre pas un véritable succès public mais la prestation d'Emma Thompson est louée dans le New York Times, où Caryn James l'a qualifiée d'« actrice comique exceptionnellement polyvalente ». Elle se tourne vers Shakespeare, apparaissant en tant que princesse Katherine dans l'adaptation cinématographique de Branagh d'Henry V (1989), qui est grandement appréciée par la critique.
Emma Thompson et Kenneth Branagh sont considérés par l'écrivain et critique américain James Monaco comme ayant mené « l'assaut cinématographique britannique » dans les années 1990. Emma Thompson poursuit son expérience shakespearienne dans la nouvelle décennie, apparaissant avec Branagh dans ses productions théâtrales du Songe d'une nuit d'été et du roi Lear,,. Emma Thompson revient au cinéma en 1991, jouant une « aristocrate frivole » dans Impromptu aux côtés de Hugh Grant et Judy Davis, pour lequel elle est nommée à l'Independent Spirit Award de la meilleure actrice dans un second rôle. Elle est toujours en compagnie de Kenneth Branagh dans son deuxième film en 1991 dans le film noir Dead Again qui se déroule à Los Angeles, dans lequel elle joue une femme amnésique. Au début de 1992, Emma Thompson est invitée d'honneur dans un épisode de la sitcom Cheers en tant que première épouse de Frasier Crane.

### Consécration (1992-1999)
Un tournant dans la carrière d'Emma Thompson se produit lorsqu'elle est choisie pour faire face à Anthony Hopkins et Vanessa Redgrave dans le drame réalisé par James Ivory Retour à Howards End (1992), adapté du roman d'EM Forster. Le film explore le système de classe sociale dans l'Angleterre édouardienne ; Emma Thompson joue une idéaliste, intellectuelle et tournée vers l'avenir qui entre en association avec une famille privilégiée et profondément conservatrice. Elle s'implique activement dans le rôle qu'elle a sollicité au réalisateur. Selon le critique Vincent Canby, le film permet à Emma Thompson de « [prendre] sa propre place », loin de Branagh. À sa sortie, Roger Ebert la décrit comme « superbe dans le rôle central : calme, ironique, observatrice, avec de l'acier à l'intérieur ». Retour à Howards End est loué par la critique, un « succès surprise » et reçoit neuf nominations aux Oscars. Le film remporte trois Oscars, dont celui de la meilleure actrice pour Thompson, qui reçoit également un Golden Globe et un BAFTA pour sa prestation. Réfléchissant sur le rôle, le New York Times écrit que l'actrice « s'est retrouvée dans un succès international presque du jour au lendemain ».

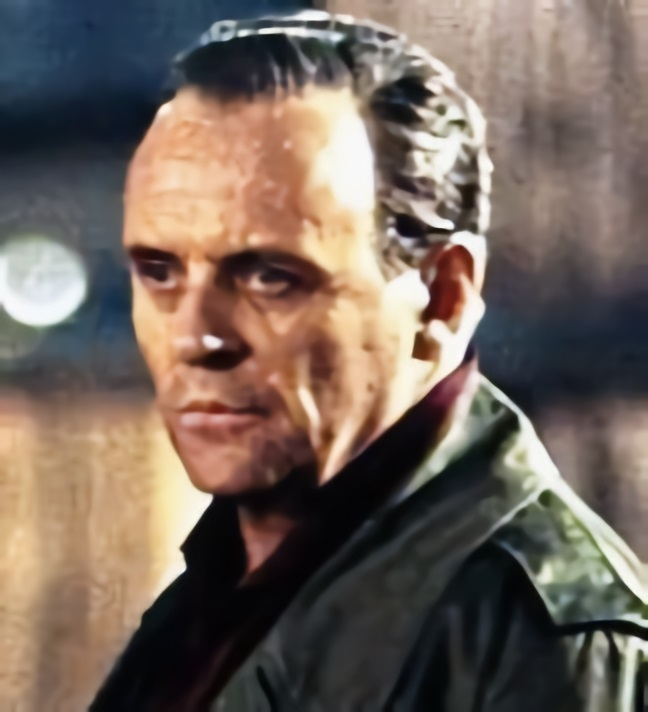
L'acteur Anthony Hopkins, qui a joué avec l'actrice dans Retour à Howards End et Les Vestiges du jour.

Pour ses deux films suivants, Emma Thompson retrouve Branagh. Dans Peter's Friends (1992), le couple joue avec Stephen Fry, Hugh Laurie, Imelda Staunton et Tony Slattery en tant que groupe d'anciens élèves de Cambridge réunis dix ans après l'obtention de leur diplôme. La comédie a de bons échos de la critique et Desson Howe du Washington Post estime qu'Emma Thompson est son point culminant : « Même en tant que personnage plutôt unidimensionnel, elle respire la grâce et un sens adroit de la tragédie comique ». Peu après, elle tourne encore avec Branagh dans l'adaptation cinématographique de la pièce de Shakespeare, Beaucoup de bruit pour rien. Le couple joue Béatrice et Benedick, aux côtés d'un casting qui comprend également Denzel Washington, Keanu Reeves et Michael Keaton. Emma Thompson est félicitée pour l'alchimie à l'écran avec Kenneth Branagh et son aisance naturelle,, marquant un autre succès critique pour Emma Thompson. Sa performance lui vaut une nomination à l'Independent Spirit Award de la meilleure actrice.
Après Retour à Howards End, Emma Thompson retrouve Ivory et Anthony Hopkins dans Les Vestiges du jour (1993), un film décrit comme un « classique » et le film absolu de l'équipe de production,. Il est adapté du roman de Kazuo Ishiguro ; il a pour sujet une femme de ménage et un majordome dans la Grande-Bretagne de l'entre-deux-guerres ; l'histoire est louée pour son étude de la solitude et de la répression, bien qu'Emma Thompson s'intéresse particulièrement à « la difformité que la servitude inflige aux gens », puisque sa grand-mère a travaillé comme servante et fait de nombreux sacrifices. Elle considère le film comme l'une des plus grandes expériences de sa carrière, en le qualifiant de « chef-d'œuvre d'émotion retenue ». Les Vestiges du Jour est un succès critique et commercial ; il récolte huit nominations aux Oscars, notamment dans les catégories meilleur film et Oscar de la meilleure actrice pour Emma Thompson, dont c'est la deuxième nomination.
En plus de cette nomination pour la meilleure actrice, Emma Thompson est nommée dans la catégorie meilleure actrice dans un second rôle, faisant d'elle la huitième interprète de l'histoire à être nommée pour deux Oscars la même année. Elle doit cette nomination à la catégorie du meilleur second rôle féminin à son rôle de l'avocate Gareth Peirce dans Au nom du père (1993), un drame sur les Quatre de Guildford avec Daniel Day-Lewis dans le rôle de Gerry Conlon. Le film est son deuxième succès de l'année, remportant 65 millions de dollars de recettes mondiales et les éloges de la critique, et est nommé pour le meilleur film avec Les Vestiges du jour,.
En 1994, Emma Thompson fait ses débuts à Hollywood avec le personnage d'une généticienne maladroite, aux côtés d'Arnold Schwarzenegger et Danny DeVito dans le blockbuster Junior. Bien que le scénario de la grossesse masculine soit mal reçu par la plupart des critiques et échoue au box-office, Mick LaSalle du San Francisco Chronicle encense le trio d'acteurs. Emma Thompson est revenue au cinéma indépendant pour un rôle principal dans Carrington, qui étudie la relation platonique entre l'artiste Dora Carrington et l'écrivain Lytton Strachey (joué par Jonathan Pryce). Roger Ebert note qu'Emma Thompson développe « une spécialité dans l'amour non partagé » et le TV Guide Film & Video Companion indique que ses « maniérismes neurasthéniques, qui nous rendent généralement fous, sont appropriés ici ».
Le succès d'Emma Thompson aux Oscars continue avec Raison et Sentiments (1995), généralement considéré comme la plus populaire et la plus authentique des nombreuses adaptations cinématographiques des romans de Jane Austen réalisées dans les années 1990,,. Admiratrice de longue date du travail d'Austen, Emma Thompson est embauchée pour écrire le film inspiré des sketches d'époque dans sa série Thompson. Elle met cinq ans à développer le scénario et joue la sœur célibataire Elinor Dashwood bien qu'elle ait trente-cinq ans au moment du tournage, soit seize ans de plus que le personnage littéraire. Réalisé par Ang Lee et ayant comme co-vedettes Kate Winslet, Hugh Grant et Alan Rickman, Raison et Sentiments est acclamé par la critique et se classe parmi les films les plus rentables de la carrière d'Emma Thompson,. Shelly Frome souligne sa « grande affinité pour le style et l'esprit de Jane Austen » et Graham Fuller de Sight and Sound l'a vue comme le film d'un auteur. Les Oscars nomment Emma Thomson pour la troisième fois comme la meilleure actrice, et lui attribuent le prix du meilleur scénario adapté ; elle devient ainsi la seule personne dans l'histoire à remporter un Oscar pour le jeu d'acteur et l'écriture de scénario. Elle obtient un deuxième prix au BAFTA de la meilleure actrice et un Golden Globe Award du meilleur scénario.
En 1997, après une année d'absence des écrans, Emma Thompson joue dans le premier film réalisé par Alan Rickman, L'Invitée de l'hiver. Ce drame se déroule en une journée dans un village balnéaire écossais ; l'actrice et sa mère Phyllida Law jouent fille et mère à l'écran. Elle fait une apparition dans un épisode d'Ellen, et sa performance d'auto-parodie est gratifiée d'un Emmy Awards de la meilleure actrice invitée dans une série télévisée comique ,
Pour son deuxième rôle à Hollywood, Emma Thompson a pour partenaire John Travolta dans le long-métrage de Mike Nichols Primary Colors (1998) ils jouent un couple inspiré par Bill et Hillary Clinton. Le personnage d'Emma Thompson, Susan, est décrit comme une « épouse ambitieuse et patiente » qui doit faire face à l'infidélité de son mari. Le film a de bonnes critiques mais il est un échec commercial,. Selon Kevin O'Sullivan du Daily Mirror, les Américains ont été « époustouflés » par sa performance et son accent ; les meilleurs producteurs d'Hollywood s'intéressent à l'actrice . Celle-ci rejette de nombreuses offres, exprimant une inquiétude sur la vie à Los Angeles derrière des murs avec des gardes du corps. Elle est fatiguée et blasée par l'industrie du film, et elle délaisse le cinéma pendant un an. Après Primary Colors, Emma Thompson interprète un agent du FBI en face de Rickman dans le thriller mal reçu Judas Kiss (1998).

### Succès critiques et commerciaux (années 2000)

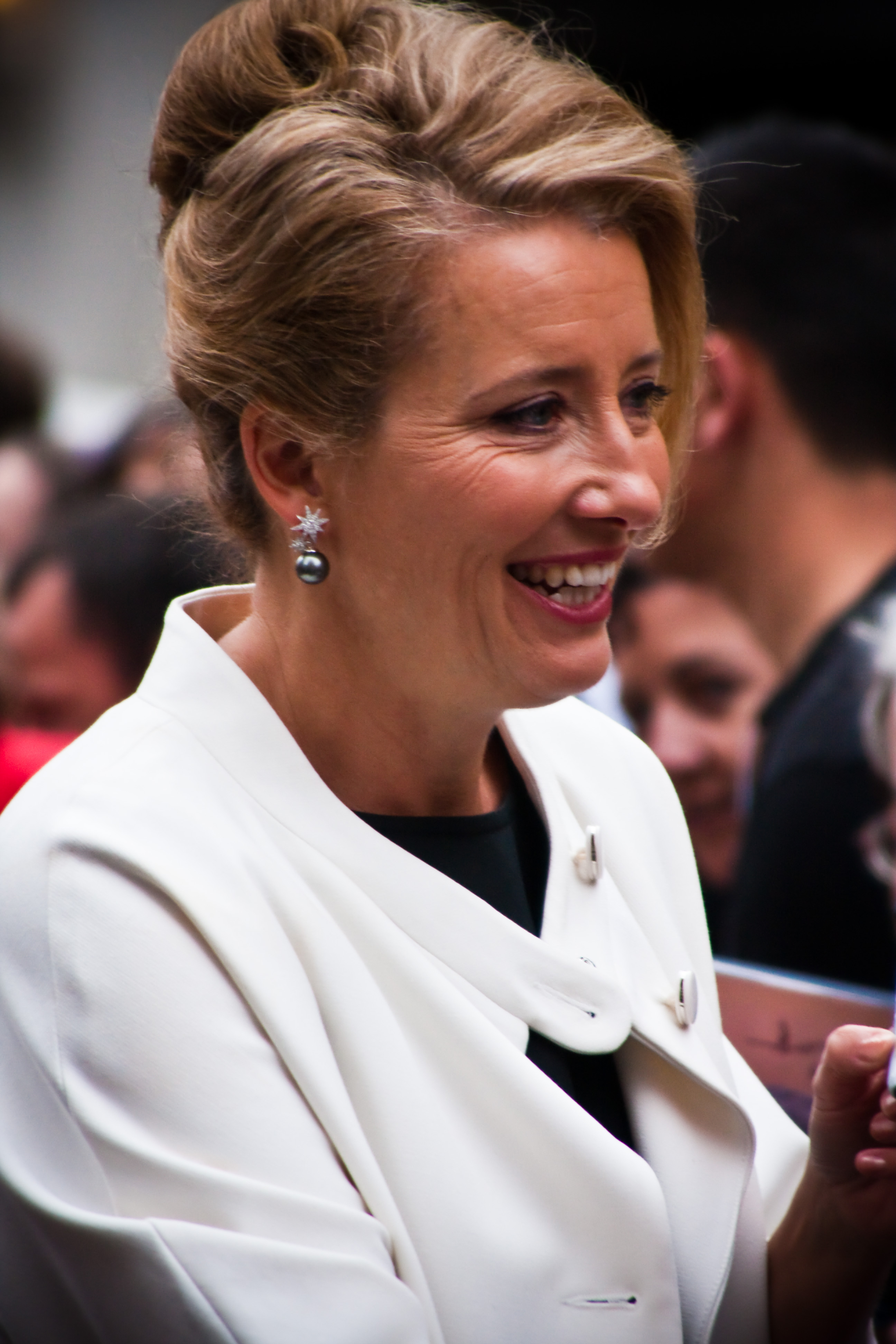
L'actrice en 2009 à la première londonienne de Last Chance for Love, avec Dustin Hoffman.

Durant les années 2000, l'actrice participe à différents projets, plus populaires et médiatisés : l'année 2003 est marquée par la sortie de la comédie romantique chorale Love Actually, écrite et réalisée par Richard Curtis. Dans un couple qui part à la dérive, elle tient le rôle de la femme qui cherche à faire fonctionner sa famille tant bien que mal, avec un mari qui semble plus intéressé par sa jeune secrétaire. Ce film réunit entre autres Hugh Grant, Keira Knightley, Colin Firth, Alan Rickman et Liam Neeson. La même année, elle participe à la série de Mike Nichols Angels In America, qui relate le difficile coming out des homosexuels atteints du sida dans les années 1980. Une série de six épisodes d'environ une heure chacun, qui réunit également Al Pacino et Meryl Streep. Emma Thompson et Greg Wise se marient en 2003 et accueillent un ancien enfant soldat rwandais réfugié à Londres,.
En 2004, elle incarne la loufoque et excentrique professeur de divination Sibylle Trelawney dans le blockbuster Harry Potter et le Prisonnier d'Azkaban, réalisé par Alfonso Cuarón, et où elle retrouve de nouveau Alan Rickman. L'actrice signe alors pour incarner une héroïne fantastique et fantasque dans son propre film, Nanny McPhee, qu'elle écrit également, et dont la mise en scène est confiée à Kirk Jones, sort en 2005 et reçoit un excellent accueil critique.
L'année suivante, l'actrice donne la réplique à Will Ferrell pour la comédie dramatique fantastique L'Incroyable Destin de Harold Crick, réalisée par Marc Forster. Elle y tient le rôle de la romancière Kay Eiffel, qui découvre que le personnage principal de son prochain roman (Will Ferrell), qu'elle a l'intention de tuer à la fin, existe vraiment et fait tout pour éviter sa mort prochaine.
Elle redevient Sibylle Trelawney pour Harry Potter et l'Ordre du phénix, cette fois la direction de David Yates. Pour finir, elle tourne quelques scènes du blockbuster Je suis une légende, porté par la star Will Smith.
Les années suivantes, Emma Thomson privilégie des projets plus modestes : en 2008 sort ainsi le drame d'époque britannique Brideshead Revisited, de Julian Jarrold, dont elle tient le rôle principal, puis la romance américaine Last Chance for Love, écrite et réalisée par Joel Hopkins, où elle donne la réplique à Dustin Hoffman. Elle défend ensuite un second rôle dans le drame initiatique réalisé par Lone Scherfig, Une éducation, qui révèle Carrey Mulligan.
En 2009 elle tourne à nouveau avec le scénariste et réalisateur Richard Curtis dans la comédie historique Good Morning England.
En 2010, alors qu'elle prévoit de se consacrer entièrement au tournage de Nanny McPhee et le Big Bang, dont elle signe une nouvelle fois le scénario, elle est finalement présente dans Harry Potter et les Reliques de la Mort. Le 6 août, elle reçoit son étoile sur le Walk of Fame de Los Angeles, accompagnée par Hugh Laurie et Maggie Gyllenhaal. L'étoile est située devant le pub The Pig n' Whistle.
Malgré des bonnes critiques, Nanny McPhee et le Big Bang génère des rentrées financières inférieures au premier opus, conduisant à l'annulation d'une dernière suite.

### Confirmation (années 2010)
En 2011, Harry Potter et les Reliques de la Mort : Partie 2 l'amène donc à faire ses adieux à Sibylle Trelawney mais l'actrice rebondit avec une autre franchise à succès.
En 2012, elle joue en effet le rôle de l'Agent O, la nouvelle directrice du MIB dans Men in Black 3, aux côtés de Will Smith et de Tommy Lee Jones. Le succès est critique et commercial .
Entre 2012 et 2015, les films américains auxquels elle participe se soldent cependant par des échecs critiques. Seul se détache le biopic Dans l'ombre de Mary, réalisé par John Lee Hancock, où elle incarne Pamela L. Travers face à Tom Hanks dans le rôle de Walt Disney. Un joli succès critique et commercial.
En 2016, la critique lui est favorable. Elle coécrit la suite inattendue Bridget Jones Baby, réalisée par Sharon Maguire, et y a un second rôle. Puis elle tient le premier rôle féminin d'une comédie britannique saluée par la critique La Légende de Barney Thomson, réalisée par l'acteur Robert Carlyle.
Elle retrouve Emma Watson l'année suivante pour le remake de La Belle et la Bête des Studios Disney. L'actrice y joue la gouvernante Mme Samovar. Autre grosse production, la comédie d'action Johnny English contre-attaque, où l'actrice incarne la Première ministre britannique.
Elle reprend son rôle de l’Agent O pour Men in Black International en 2019.
Parallèlement à ces blockbusters, elle apparaît dans plusieurs films indépendants salués par la critique : The Meyerowitz Stories (2017), où elle retrouve Dustin Hoffman, le drame judiciaire anglais My Lady (2017), où elle tient le rôle-titre, secondée par Stanley Tucci et la comédie Late Night, dont elle partage l'affiche avec l'actrice américaine Mindy Kaling, également auteur du scénario.
Le 9 juin 2018, la reine Élisabeth II la nomme, tout comme Keira Knightley et Tom Hardy, dame commandeur de l’ordre de l'Empire britannique, récompensant son talent ainsi que ses multiples contributions au cinéma britannique et mondial.

## Vie privée
Emma Thompson se sent écossaise en disant : « non seulement parce que je suis à moitié écossaise, mais aussi parce que j'ai passé la moitié de ma vie [en Écosse] »,. Elle retourne fréquemment en Écosse et visite Dunoon à Argyll and Bute. Elle possède une maison à proximité, sur les rives du Loch Eck.
Le premier mari d'Emma Thompson est l'acteur et réalisateur Kenneth Branagh, qu'elle a rencontré en 1987 lors du tournage de la série télévisée Fortunes of War. Ils se marient en 1989 et apparaissent dans plusieurs films ensemble, Branagh l'invitant souvent dans ses propres productions. Surnommé un « couple d'or » par la presse britannique, leur relation a reçu une couverture médiatique substantielle. Le couple a tenté de garder la relation privée, refusant d'être interviewé ou photographié ensemble. En septembre 1995, Emma Thompson et Kenneth Branagh annoncent leur séparation en raison de leurs horaires de travail, mais il est apparu plus tard que Branagh avait une liaison avec l'actrice Helena Bonham Carter.
Emma Thompson vit seule alors que la relation avec Kenneth Branagh se dégrade. Pendant le tournage de Raison et Sentiments en 1995, elle a commencé une relation avec sa co-star Greg Wise. Commentant la manière dont elle a pu surmonter sa dépression, elle a déclaré à BBC Radio 4 : « Le travail m'a sauvée et Greg m'a sauvée. Il a ramassé les morceaux et les a recollés ». Le couple a une fille, Gaia, une grossesse obtenue par fécondation in vitro lorsqu'Emma Thompson a 39 ans.
En 2003, Emma Thompson et Greg Wise se sont mariés à Dunoon. La résidence permanente de la famille est à West Hampstead, à Londres, sur la même route que sa maison d'enfance. Également en 2003, Emma Thompson et son mari adoptent de manière informelle un orphelin rwandais et ancien enfant soldat nommé Tindyebwa Agaba. Ils se sont rencontrés lors d'un événement du Conseil des réfugiés quand il avait 16 ans et elle l'a invité à passer Noël chez eux. Emma Thompson commente que « lentement, il est devenu une sorte de luminaire permanent, est venu en vacances en Écosse avec nous, est devenu une partie de la famille ». Agaba est devenu citoyen britannique en 2009.
Le 28 février 2020, Emma Thompson et son mari prêtent serment en tant que citoyens d'honneur de Venise, en Italie, et sont devenus des résidents officiels de l'Italie. Le couple possède déjà une maison dans la ville et s'installe définitivement en Italie. Ils conservent un pied-à-terre à West Hampstead, à Londres.

## Filmographie

### Actrice

#### Télévision
- 1982 : Cambridge Footlights Revue (téléfilm) de John Kilby : Personnages variés
- 1982 : There's Nothing to Worry About ! (série télévisée) : Personnages variés
- 1983 : The Crystal Cube (téléfilm) de John Kilby : Jackie Meld/Rôles variés
- 1983-1984 : Alfresco (série télévisée) : Personnages variés
- 1984 : The Comic Strip Presents… (série télévisée) : la jeune femme
- 1984 : The Young Ones (série télévisée) : Miss Money-Sterling
- 1985 : Casse-noisettes (série télévisée) : Varié
- 1985 : Emma Thompson: Up for Grabs (téléfilm)
- 1987 : Tutti Frutti (série télévisée) : Suzi Kettles
- 1987 : Fortunes of War (mini-série télévisée) : Harriet Pringle
- 1988 : Thompson (série télévisée) : Rôles variés
- 1989 : Look Back in Anger (téléfilm) de Judi Dench : Alison Porter
- 1989 : Theatre Night (série télévisée) : Catherine Winslow
- 1992 : Cheers (série télévisée) : Nanette Guzman
- 1994 : L'Enfant du lac (The Blue Boy) (téléfilm) de Paul Murton : Marie Bonnar
- 1997 : Hospital ! (téléfilm) de John Henderson : Femme Éléphant
- 1997 : Ellen (série télévisée) : elle-même
- 2001 : Bel Esprit de Mike Nichols : Vivian Bearing
- 2003 : Angels in America (mini-série télévisée) : l'infirmière Emily, une clocharde et l'Ange de l'Amérique
- 2010 : The Song of Lunch (téléfilm) de Niall MacCormick : She
- 2012 : Playhouse Presents (série télévisée) : La Reine
- 2018 : Le Roi Lear de Richard Eyre : Goneril
- 2019 : Years and Years : Vivienne Rook

#### Cinéma

##### Années 1980
- 1989 : The Tall Guy de Mel Smith : Kate Lemmon
- 1989 : Henry V de Kenneth Branagh : Catherine de Valois

##### Années 1990
- 1991 : Impromptu de James Lapine : la duchesse D'Antan
- 1991 : Dead Again de Kenneth Branagh : Grace/Margaret Strauss
- 1992 : Retour à Howards End (Howards End) de James Ivory : Margaret Schlegel
- 1992 : Peter's Friends de Kenneth Branagh : Maggie Chester
- 1993 : Beaucoup de bruit pour rien (Much Ado About Nothing) de Kenneth Branagh : Beatrice
- 1993 : Les Vestiges du jour (The Remains of the Day) de James Ivory : Miss Kenton
- 1993 : Au nom du père (In the Name of the Father) de Jim Sheridan : Gareth Peirce (en)
- 1994 : My Father, ce héros de Steve Miner : Isabel (non créditée au générique)
- 1994 : Junior d'Ivan Reitman : Dr Diana Reddin
- 1995 : Carrington de Christopher Hampton : Dora Carrington
- 1995 : Raison et Sentiments (Sense and Sensibility) d'Ang Lee : Elinor Dashwood
- 1997 : L'Invitée de l'hiver (The Winter Guest) d'Alan Rickman : Frances
- 1998 : Primary Colors de Mike Nichols : Susan Stanton
- 1998 : Judas Kiss de Sebastian Gutierrez : l'agent du FBI Sadie Hawkins

##### Années 2000
- 2000 : Maybe Baby ou Comment les Anglais se reproduisent (Maybe Baby) de Ben Elton : Druscilla
- 2003 : Love Actually de Richard Curtis : Karen
- 2003 : Disparitions (Imagining Argentina) de Christopher Hampton : Cecilia
- 2004 : Harry Potter et le Prisonnier d'Azkaban (Harry Potter and the Prisoner of Azkaban) de Alfonso Cuarón : Sibylle Trelawney
- 2005 : Nanny McPhee de Kirk Jones : Nanny McPhee
- 2006 : L'Incroyable Destin de Harold Crick (Stranger than Fiction) de Marc Forster : Karen Eiffel
- 2007 : Harry Potter et l'Ordre du Phénix (Harry Potter and the Order of the Phoenix) de David Yates : Sibylle Trelawney
- 2007 : Je suis une légende (I Am Legend) de Francis Lawrence : Dr Alice Krippin (non créditée au générique)
- 2008 : Retour à Brideshead (Brideshead Revisited) de Julian Jarrold : Lady Marchmain
- 2008 : Last Chance for Love (Last Chance for Harvey) de Joel Hopkins : Kate Walker
- 2009 : Une éducation (An Education) de Lone Scherfig : Miss Walters
- 2009 : Good Morning England (The Boat That Rocked) de Richard Curtis : Charlotte, la mère de Carl

##### Années 2010
- 2010 : Nanny McPhee et le Big Bang (Nanny McPhee and the Big Bang) de Susanna White : Nanny McPhee
- 2011 : Harry Potter et les Reliques de la Mort : Partie 2 (Harry Potter and the Deathly Hallows: Part 2) de David Yates : Sibylle Trelawney
- 2012 : Men in Black 3 de Barry Sonnenfeld : Agent O
- 2013 : Sublimes Créatures (Beautiful Creatures) de Richard LaGravenese : Mme Lincoln et Sarafine Duchannes
- 2013 : Duo d'escrocs (The Love Punch) de Joel Hopkins : Kate
- 2013 : Dans l'ombre de Mary (Saving Mr. Banks) de John Lee Hancock : Pamela L. Travers
- 2013 : Effie Gray de Richard Laxton : Elizabeth Eastlake
- 2014 : Men, Women and Children de Jason Reitman : Danielle Green
- 2015 : À vif ! (Burnt) de John Wells : Dr Rosshilde
- 2015 : La Légende de Barney Thomson (The Legend of Barney Thomson) de Robert Carlyle : Cemolina, la mère de Barney
- 2015 : Randonneurs amateurs (A Walk in the Woods) de Ken Kwapis : Catherine Bryson
- 2016 : Bridget Jones Baby (Bridget Jones's Baby) de Sharon Maguire : Dr Rawlings
- 2016 : Seul dans Berlin (Alone in Berlin / Jeder stirbt für sich allein) de Vincent Perez : Anna Quangel
- 2017 : La Belle et la Bête (Beauty and the Beast) de Bill Condon : Mme Samovar
- 2017 : The Meyerowitz Stories de Noah Baumbach : Maureen
- 2017 : My Lady (The Children Act) de Richard Eyre : Fiona Maye
- 2017 : Sea Sorrow de Vanessa Redgrave : elle-même
- 2018 : Johnny English contre-attaque (Johnny English strikes again) de David Kerr : La Première ministre britannique
- 2019 : Late Night de Nisha Ganatra : Katherine
- 2019 : Men in Black: International de F. Gary Gray : agent O
- 2019 : Comment je suis devenue une jeune femme influente (How to Build a Girl) de Coky Giedroyc : Amanda Watson
- 2019 : Last Christmas de Paul Feig : Petra Andrich

##### Années 2020
- 2021 : Cruella de Craig Gillespie : la baronne von Hellman
- 2022 : Matilda (Roald Dahl's Matilda the Musical) de Matthew Warchus : Mlle Legourdin (Miss Trunchbull en VO)
- 2022 : Et l'amour dans tout ça ? de Shekhar Kapur : Cath
- 2022 : Mes rendez-vous avec Leo (Good Luck to You, Leo Grande) de Sophie Hyde : Nancy Stokes/Susan Robinson
- 2025 : Bridget Jones : Folle de lui (Bridget Jones: Mad About the Boy) de Michael Morris : Dr Rawlings

### Voix
- 2002 : La Planète au trésor, un nouvel univers de Ron Clements et John Musker : Capitaine Amelia (voix originale)
- 2012 : Rebelle de Mark Andrews : Reine Elinor (voix originale)
- 2019 : Monsieur Link (Missing Link) de Chris Butler : Dora l'Ancienne (voix originale)
- 2019 : Le Voyage du Docteur Dolittle (Dolittle) de Stephen Gaghan : Polynesia, un perroquet (voix originale)

### Scénariste

#### Cinéma
- 1995 : Raison et Sentiments (Sense and Sensibility) d'Ang Lee
- 2005 : Orgueil et Préjugés (Pride and Prejudice) de Joe Wright
- 2005 : Nanny McPhee (Nanny McPhee) de Kirk Jones
- 2010 : Nanny McPhee et le Big Bang (Nanny McPhee and the Big Bang) de Susanna White
- 2013 : Effie Gray de Richard Laxton
- 2014 : Annie de Will Gluck
- 2016 : Bridget Jones Baby de Sharon Maguire
- 2019 : Last Christmas de Paul Feig

#### Télévision
- 1982 : Cambridge Footlights Revue (téléfilm) de John Kilby
- 1982 : There's Nothing to Worry About !
- 2001 : Bel Esprit (Wit) de Mike Nichols

### Productrice / productrice déléguée
- 2014 : Sold de Jeffrey D Brown
- 2019 : Last Christmas de Paul Feig

## Distinctions

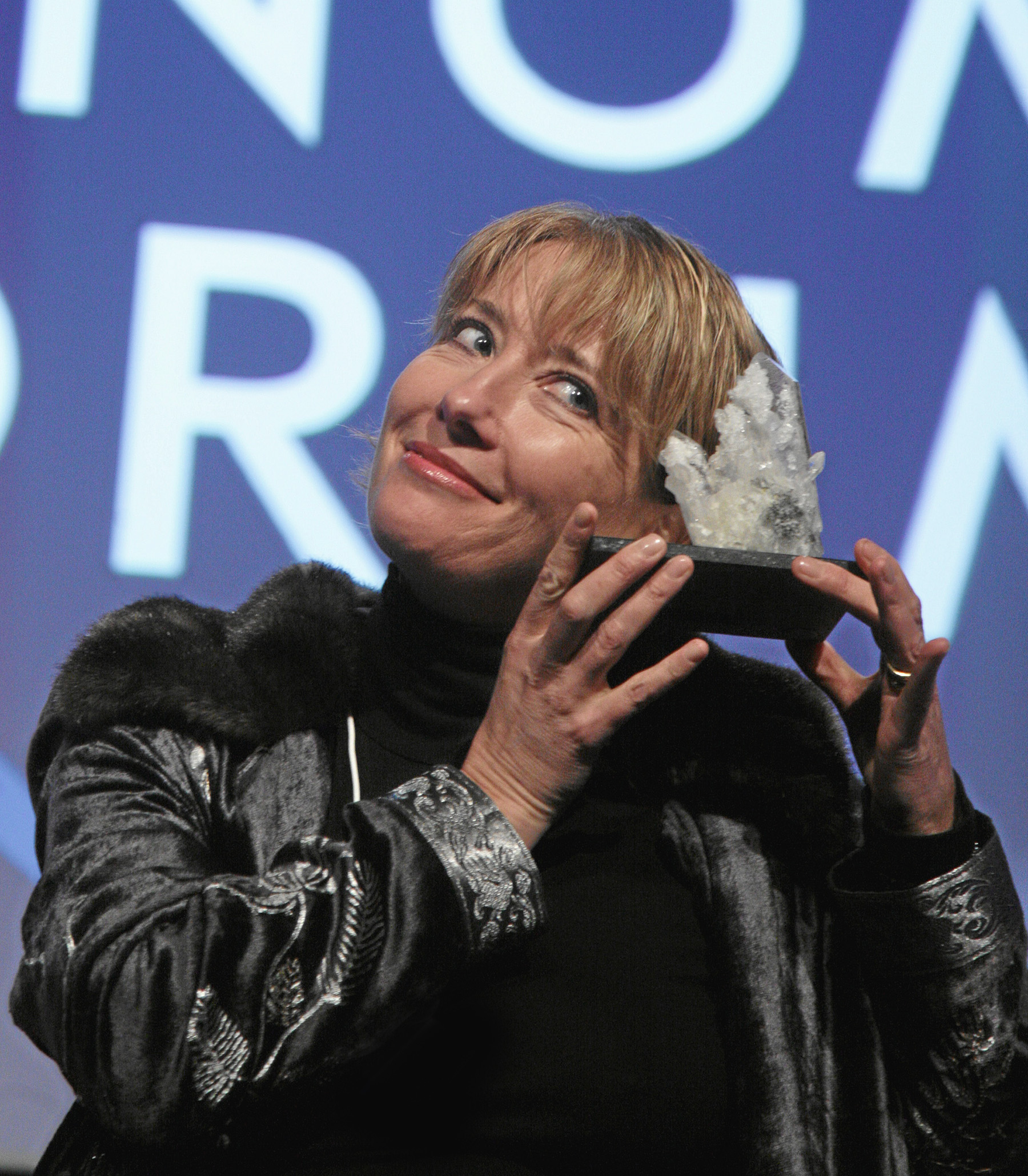
L'actrice, récompensée au World Economic Forum 2008, à Davos, en Suisse.

### Décoration
- Ordre de l'Empire britannique à titre civil : Dame commandeur (décorée en 2018 par la reine Élisabeth II)[96].

### Récompenses

#### Oscars
- Oscars 1993 : meilleure actrice pour Retour à Howards End

#### Golden Globes
- Golden Globes 1993 : meilleure actrice pour Retour à Howards End

#### BAFTA
- BAFTA TV Awards 1988 : meilleure actrice dans une mini-série télévisée pour Tutti Frutti et dans une mini-série télévisée pour Fortunes of War
- British Academy Film Awards 1993 : meilleure actrice pour Retour à Howards End
- British Academy Film Awards 1996 : meilleure actrice pour Raison et Sentiments

#### Autres
- 1992 : Boston Society of Film Critics Awards de la meilleure actrice pour Retour à Howards End
- 1992 : Kansas City Film Critics Circle Awards de la meilleure actrice pour Retour à Howards End
- 1992 : Los Angeles Film Critics Association Awards de la meilleure actrice pour Retour à Howards End
- 1992 : National Board of Review Awards de la meilleure actrice pour Retour à Howards End
- 1992 : New York Film Critics Circle Awards de la meilleure actrice pour Retour à Howards End
- Chicago Film Critics Association Awards 1993 : Meilleure actrice pour Retour à Howards End
- 1993 : Dallas-Fort Worth Film Critics Association Awards de la meilleure actrice pour Retour à Howards End
- 1993 : David di Donatello Awards de la meilleure actrice étrangère pour Retour à Howards End
- 1993 : Evening Standard British Film Awards de la meilleure actrice pour Retour à Howards End et pour Peter's Friends
- 1993 : Kansas City Film Critics Circle Awards de la meilleure actrice pour Les Vestiges du jour
- 1993 : Kansas City Film Critics Circle Awards de la meilleure actrice dans un second rôle pour Au nom du père
- 1993 : National Society of Film Critics Awards de la meilleure actrice pour Les Vestiges du jour
- 1993 : Southeastern Film Critics Association Awards de la meilleure actrice pour Les Vestiges du jour
- 1994 : David di Donatello Awards de la meilleure actrice étrangère pour Les Vestiges du jour
- 1994 : Evening Standard British Film Awards de la meilleure actrice pour Les Vestiges du jour et pour Beaucoup de bruit pour rien
- 1995 : Awards Circuit Community Awards du meilleur scénario pour Raison et Sentiments
- 1995 : Boston Society of Film Critics Awards de la meilleure actrice pour Raison et Sentiments
- 1995 : Los Angeles Film Critics Association Awards du meilleur scénario pour Raison et Sentiments
- 1995 : National Board of Review Awards de la meilleure actrice pour Raison et Sentiments et pour Carrington
- 1995 : New York Film Critics Circle Awards du meilleur scénario pour Raison et Sentiments
- 1995 : Society of Texas Film Critics Awards de la meilleure actrice pour Raison et Sentiments et pour Carrington
- 1995 : Society of Texas Film Critics Awards du meilleur scénario pour Raison et Sentiments
- Critics' Choice Movie Awards 1996 : Meilleur scénario pour Raison et Sentiments
- 1996 : USC Scripter Award du meilleur scénario Raison et Sentiments
- 1996 : Writers Guild of America du meilleur scénario pour Raison et Sentiments
- 1996 : Writers' Guild of Great Britain du meilleur scénario pour Raison et Sentiments
- 1997 : Evening Standard British Film Awards du meilleur scénario adapté pour Raison et Sentiments
- 1997 : London Critics Circle Film Awards de la meilleure scénariste britannique de l'année pour Raison et Sentiments
- Mostra de Venise 1997 : Coupe Volpi pour la meilleure interprétation féminine pour L'Invitée de l'hiver
- Primetime Emmy Awards 1998 : Meilleure actrice invitée dans une série télévisée comique pour The Ellen Show
- 2001 : Humanitas Prize du meilleur téléfilm pour Mon combat partagé avec Mike Nichols.
- 2001 : Online Film & Television Association du meilleur scénario dans un téléfilm où une mini-série pour Mon combat partagé avec Mike Nichols.
- 2001 : Festival international du film de Valladolid due la meilleure actrice dans un téléfilm pour Mon combat
- 2002 : Christopher Awards du meilleur téléfilm pour Mon combat partagé avec Mike Nichols (Réalisateur/Scénariste/Producteur exécutif), Simon Bosanquet (Producteur), Julie Lynn (Coproducteur), Charles F. Ryan (Coproducteur), Michael Haley (Coproducteur) et Cary Brokaw (Producteur exécutif).
- New York Women in Film & Television 2003 : Lauréate du Prix Muse.
- Empire Awards 2004 : Meilleure actrice britannique pour Love Actually
- 2004 : Evening Standard British Film Awards de la meilleure actrice pour Love Actually
- 2004 : London Critics Circle Film Awards de la meilleure actrice de l'année dans un second rôle pour Love Actually
- 2009 : AARP Movies for Grownups Awards de la meilleure histoire d'amour partagée avec Dustin Hoffman pour Last Chance for Love
- Women Film Critics Circle Awards 2009 : Lauréate du Prix pour son activisme humanitaire ("Pour ses travaux sur et hors de l'écran contre le trafic sexuel").
- Las Vegas Film Critics Society Awards 2013 : Meilleure actrice pour Dans l'ombre de Mary
- National Board of Review Awards 2013 : Meilleure actrice pour Dans l'ombre de Mary
- 10e cérémonie des Women Film Critics Circle Awards 2013 : Lauréate du Prix pour l'ensemble de sa carrière « pour son éclectisme dans ses choix de rôles, allant des films d'époque à la fantasy. Et pour avoir joué tous les types de femmes avec des interprétations sauvages et pures ».
- Empire Awards 2014 : meilleure actrice pour Dans l'ombre de Mary
- British Independent Film Awards 2014 : Richard Harris Award.
- 2015 : BAFTA Scotland de la meilleure actrice pour À vif !
- 2016 : Evening Standard British Film Awards de la meilleure comédie pour La légende de Barney Thomson

### Nominations

#### Oscars
- Oscars 1994 : 
  - Meilleure actrice pour Les Vestiges du jour
  - Meilleure actrice dans un second rôle pour Au nom du père
- Oscars 1996 : meilleure actrice pour Raison et Sentiments

#### Golden Globes
- Golden Globes 1994 : 
  - meilleure actrice pour Les Vestiges du jour
  - meilleure actrice dans un second rôle pour Au nom du père
- Golden Globes 1996 : meilleure actrice pour Raison et Sentiments
- Golden Globes 2014 : meilleure actrice pour Dans l'ombre de Mary
- Golden Globes 2020 : Meilleure actrice dans un film musical ou une comédie pour Late Night
- Golden Globes 2023 : Meilleure actrice dans un film musical ou une comédie pour Good Luck to You, Leo Grande

#### BAFTA
- British Academy Film Awards 1994 : meilleure actrice pour Les Vestiges du jour
- British Academy Film Awards 2014 : meilleure actrice pour Dans l'ombre de Mary

## Voix francophones
En version française, Frédérique Tirmont est la voix française régulière d'Emma Thompson depuis 1992 et ce, dans la quasi-totalité de ses apparitions (Retour à Howards End, Raison et Sentiments, Nanny McPhee, Love Actually, Harry Potter, etc.). 
À quelques occasions, d'autres actrices lui ont prêté sa voix telles que Véronique Augereau dans The Tall Guy, Béatrice Agenin dans Les Vestiges du jour, Juliette Degenne dans My Father, ce héros, Nathalie Homs dans Rebelle, Anne Jacquemin dans Seul dans Berlin et Sophie Delmas dans La Belle et la Bête. Dans le film musical Matilda, si Frédérique Tirmont double les dialogues, les paroles chantées d'Emma Thompson sont en revanche assurées par Isabelle Ferron.
En version québécoise, le doublage de l'actrice britannique est le plus souvent réalisé par Élise Bertrand (Les Vestiges du jour, Nounou McPhee, Hommes en noir 3, etc.). L'actrice québécoise Diane Arcand reprend le texte en français du Dr Alice Krippin de Je suis une légende. La voix francophone du professeur Trelawney, personnage de Harry Potter et le Prisonnier d'Azkaban et Harry Potter et l'Ordre du Phénix, est celle de Patricia Tulasne.

### Versions françaises
- Frédérique Tirmont : Retour à Howards End[108], Raison et Sentiments[108], Nanny McPhee[108], Harry Potter[108], Love Actually[108], etc.

### Versions québécoises
- Élise Bertrand : Les Vestiges du jour[113], Nounou McPhee[113], Hommes en noir 3[113], etc.
- Patricia Tulasne : Harry Potter (2 films)[113], etc.